# Strmac, Užice
Strmac (izvirno srbsko Стрмац) je naselje v Srbiji, ki upravno spada pod Mesto Užice; slednja pa je del Zlatiborskega upravnega okraja.

## Demografija
V naselju živi 252 polnoletnih prebivalcev, pri čemer je njihova povprečna starost 45,2 let (43,1 pri moških in 47,1 pri ženskah). Naselje ima 103 gospodinjstev, pri čemer je povprečno število članov na gospodinjstvo 2,87.
To naselje je, glede na rezultate popisa iz leta 2002, večinoma srbsko.
|  |

| Demografija | Demografija     | Demografija     |
| Leto        | Št. prebivalcev | Št. prebivalcev |
| ----------- | --------------- | --------------- |
|             |                 |                 |
|             |                 |                 |
|             |                 |                 |
|             |                 |                 |
| 1948        | 559             |                 |
| 1953        | 569             |                 |
| 1961        | 551             |                 |
| 1971        | 468             |                 |
| 1981        | 357             |                 |
| 1991        | 287             | 287             |
| 2002        | 297             | 296             |
|             |                 |                 |

| Etnična sestava po popisu iz leta 2002 | Etnična sestava po popisu iz leta 2002 | Etnična sestava po popisu iz leta 2002 | Etnična sestava po popisu iz leta 2002 | Etnična sestava po popisu iz leta 2002 |
| -------------------------------------- | -------------------------------------- | -------------------------------------- | -------------------------------------- | -------------------------------------- |
| Srbi                                   | Srbi                                   |                                        | 295                                    | 99,66%                                 |
| Hrvati                                 | Hrvati                                 |                                        | 1                                      | 0,33%                                  |
| Neznano                                | Neznano                                |                                        | 0                                      | 0,0%                                   |